# Cicero Moraes

Cicero Moraes (Chapecó, 13 november 1982) is een Braziliaanse 3D-ontwerper gespecialiseerd in forensische gezichtsreconstructie en het ontwerpen en modelleren van menselijke en diergeneeskundige protheses.
Hij was verantwoordelijk voor het reconstrueren van de gezichten van talloze religieuze en historische figuren zoals Sint-Antonius van Padua, Sint-Valentijn, de Heer van Sipán, de “Vampier” van Celakovice, Man van Herculaneum, de Vrouw van Naharon en de Dame van de vier Broches.
Op het vlak van de diergeneeskunde heeft hij voor verschillende dieren protheses digitaal ontworpen en gemodelleerd, waaronder voor een hond, een gans, een toekan, een ara en een schildpad.
Hij is lid van Mensa en Intertel.